# Якса из Мехова
Я́кса из Мехо́ва (ум. 1176) — польский вельможа.

## Биография
Якса из Мехова, по преданию, происходил из рода Грифитов, и его именуют также Якса Грифич. Его род увязывают с Померанской династией (Грифичами). В Великопольской хронике около 1142 года он назван князем сорбов и сообщается о его браке с дочерью Петра Власта (который в хронике выводится из Дании), причём он ошибочно смешивается с Яксой из Копаницы:

комит Петр вызывал неприятные чувства у Владислава, но в то же время Владислав опасался, как бы Петр совместно с братьями не объявил ему войны, и поэтому, притворяясь, отложил свои мстительные дела; а когда упомянутый комит Петр выдавал свою дочь замуж за Яксу, князя Сорабии 5, торжественно празднуя это событие в городе Вроцлаве, Владислав, послав своих людей, приказал его схватить, отрезать язык и ослепить. — Великая хроника о Польше, Руси и их соседях. глава 32
Якса из Мехова в 1162 году совершил паломничество в Палестину, после чего основал монастырь.
В 1170 году Якса из Мехова был одним из лидеров, выступавших в Кракове против польского короля Болеслава Кудрявого.
Смерть Яксы из Мехова исследователи относят к 1176 году.